# Parc national de la Serra do Pardo
Le parc national de la Serra do Pardo (portugais : Parque Nacional do Rio Novo) est une réserve naturelle brésilienne visant à protéger les écosystèmes amazoniens. Elle se situe dans la région Nord, dans l'État du Pará.
Le parc fut créé en 1974 et couvre une superficie de 445 408 hectares.
Il s'étend sur le territoire de la municipalité d'Altamira.

## Histoire
Le site a longtemps a été utilisé pour l’extraction du caoutchouc jusqu’à la crise du caoutchouc dans les années 1950, puis il a été occupé par des accapareurs de terres qui extrayaient du bois, puis il a été utilisé pour le pâturage du bétail. La région a été le théâtre de beaucoup de déforestation et de nombreux conflits fonciers. Cependant, le parc proprement dit conserve encore environ 95 % de sa végétation naturelle. Avec la création du parc, les fermes ont été expropriées et du bétail enlevé.

## Description
Le parc se trouve dans le biome amazonien et contient une forêt submontagnarde ouverte, une forêt submontagnarde dense et des prairies de cerrado. Il a une grande beauté paysagère avec des montagnes, des rivières et différents types de végétation. Parmi les espèces protégées, le jaguar, la loutre géante, la pénélope à poitrine rousse et l'ara hyacinthe.

## Galerie

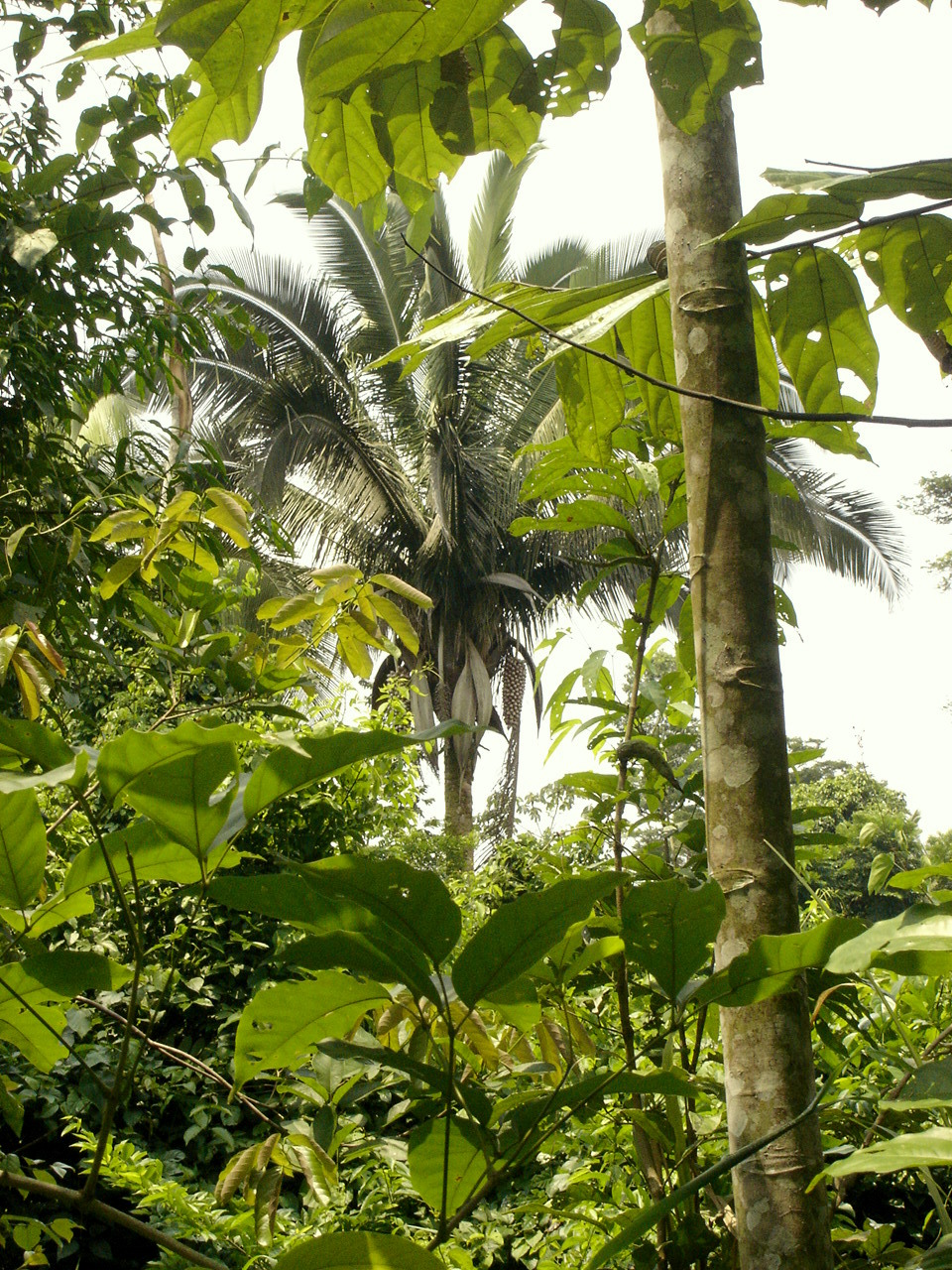
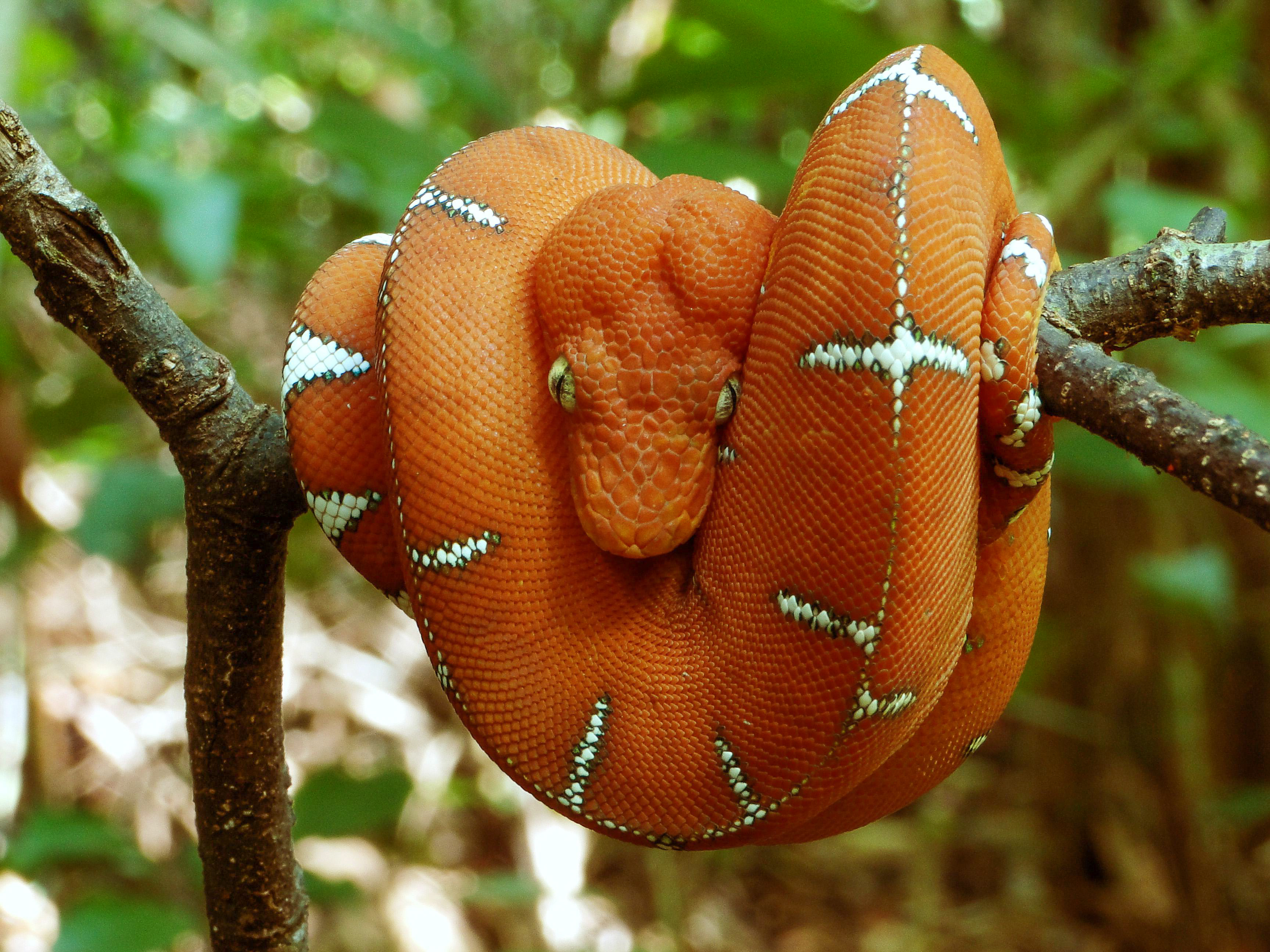
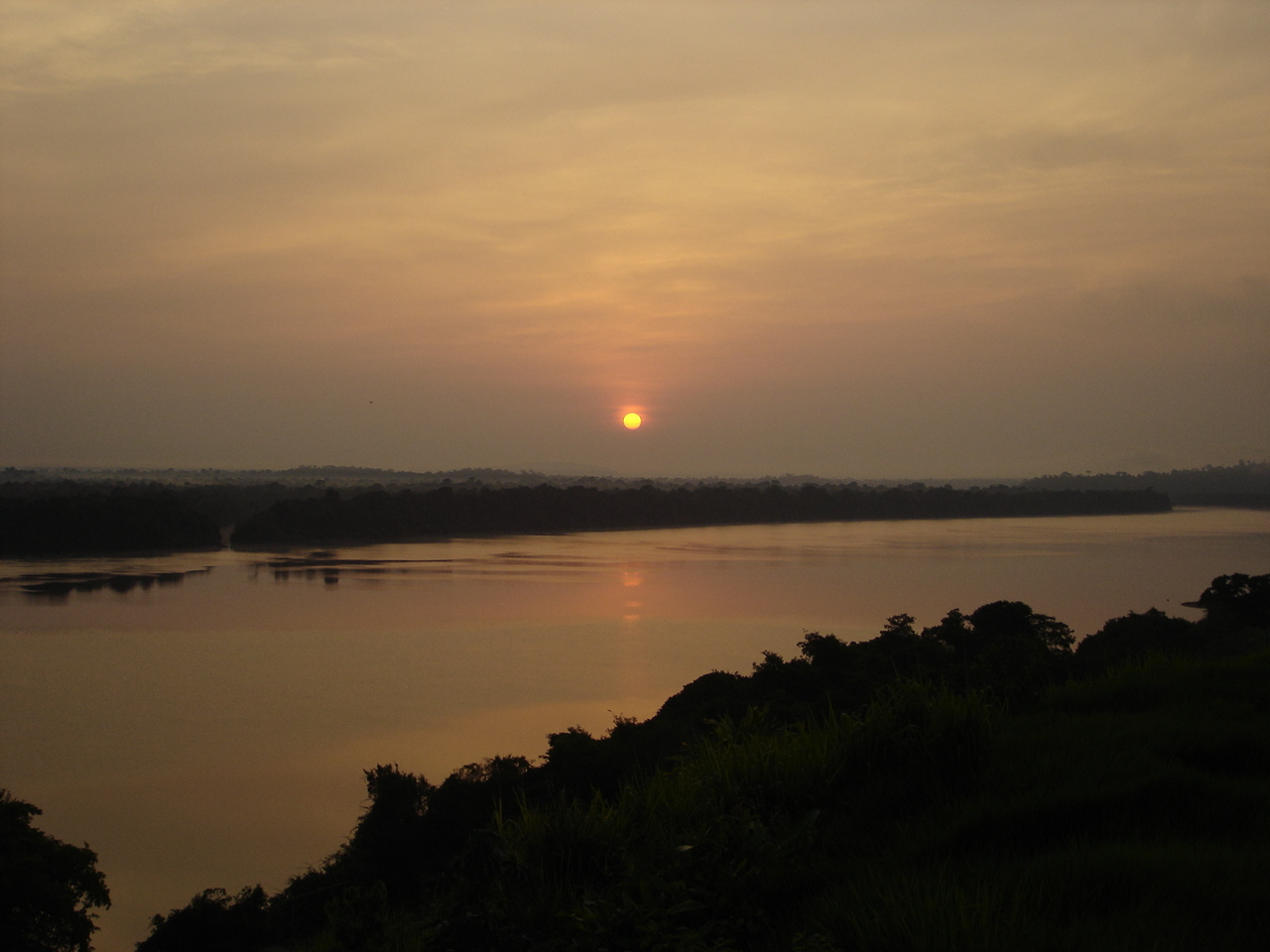
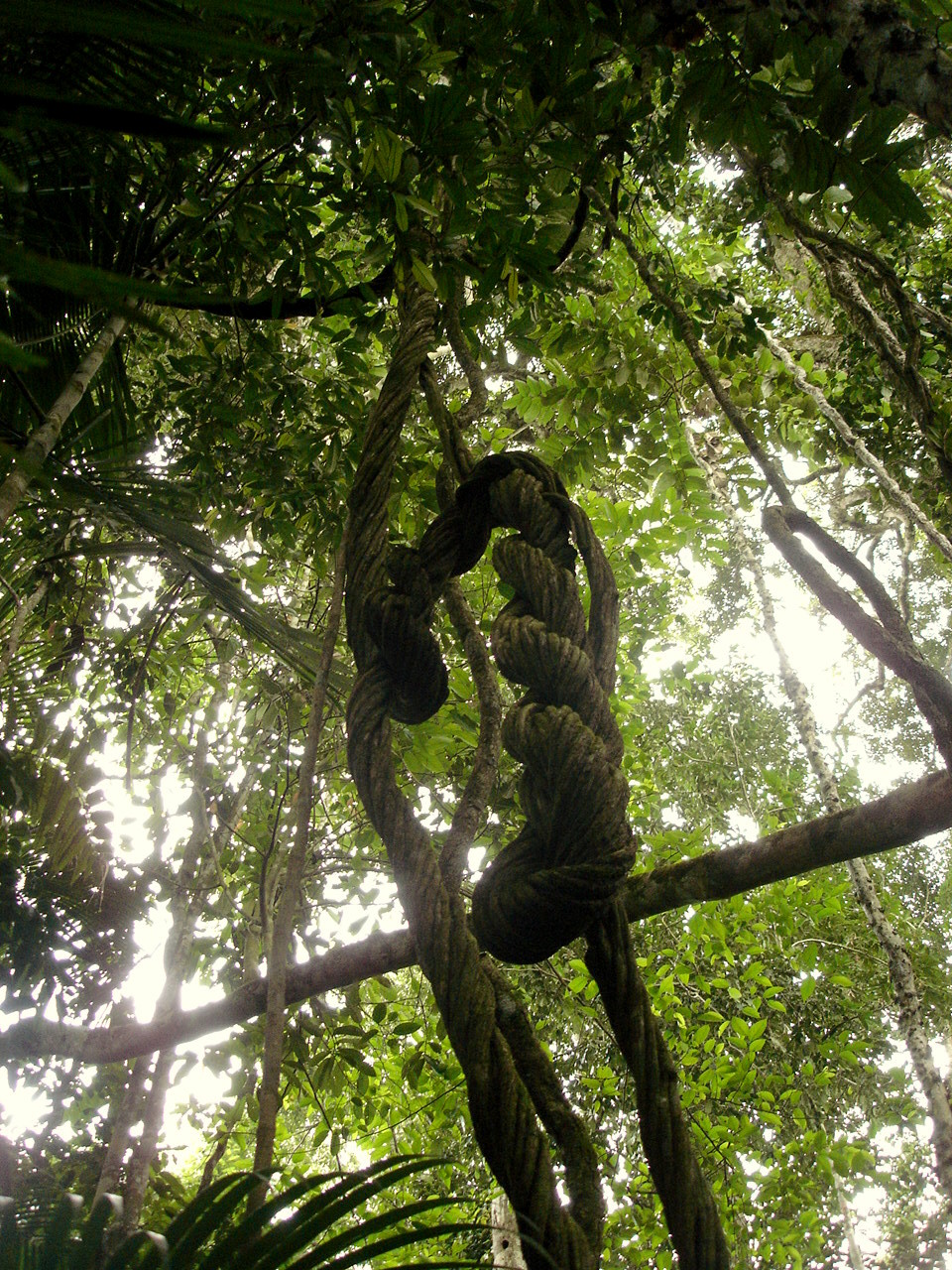